# Ташлы-Ковалинское сельское поселение
Ташлы-Ковалинское се́льское поселе́ние — муниципальное образование в Высокогорском районе Татарстана Российской Федерации.
Административный центр — село Ташлы-Ковали.

## История
Статус и границы сельского поселения установлены Законом Республики Татарстан от 31 января 2005 года № 20-ЗРТ «Об установлении границ территорий и статусе муниципального образования "Высокогорский муниципальный район" и муниципальных образований в его составе».

## Население
| 2010 | 2011 | 2012 | 2013 | 2014 | 2015 | 2016 |
| ---- | ---- | ---- | ---- | ---- | ---- | ---- |
| 565  | ↗566 | ↘554 | ↘547 | ↘542 | ↗545 | ↗549 |
| 2017 | 2018 |      |      |      |      |      |
| ↘542 | ↘534 |      |      |      |      |      |

## Состав сельского поселения
| № | Населённый пункт      | Тип населённого пункта       | Население |
| - | --------------------- | ---------------------------- | --------- |
| 1 | Глухово               | деревня                      |           |
| 2 | Русско-Татарская Айша | деревня                      |           |
| 3 | Ташлы-Ковали          | село, административный центр |           |
| 4 | Туктамыш              | деревня                      |           |
| 5 | Уньба                 | деревня                      |           |